# Трёхгорка (посёлок)
Трёхгорка — дачный посёлок в Одинцовском районе Московской области, входит в городское поселение Одинцово, население (2006) — 100 человек. Рядом с посёлком (с юго-западной стороны) находится микрорайон «Кутузовский» города Одинцово, который неофициально часто называют "Трёхгоркой" (по названию самого раннего поселения в этой местности).

## Историческая справка
Трёхгорка — небольшой посёлок, расположенный в ближнем Подмосковье, в 4 километрах от МКАД, возле одноимённой железнодорожной платформы Белорусского направления МЖД.
История создания посёлка Трёхгорка восходит к концу 20-х годов XX века. Тогда, в 1927 году, рабочие московской фабрики Трёхгорной мануфактуры получили земельный участок между железнодорожными платформами «Немчинов пост» и «Баковка». На свои сбережения и при помощи ссуды коммунального банка они развернули строительство индивидуальных дач. Инициатором был начальник печатного цеха фабрики Иван Иванович Иванов.
Постепенно дачный посёлок  застраивался. Так к 1929 году посёлок насчитывал 40 дач и по наименованию фабрики получил название "Трёхгорка". К концу 1934 года на базе посёлка был создан дачно-строительный кооператив (ДСК), в котором насчитывалось уже около ста дач, построенных для рабочих. Первым председателем ДСК, проработавшим на этом посту много лет до самой своей смерти, стал мастер фабрики "Трехгорная мануфактура" Тимофей Семенович Евполов. Благодаря его стараниям была создана инфраструктура поселка, построен клуб с летним кинотеатром, разбит уникальный  общественный сад площадью 2 гектара, в отборе плодовых и ягодных культур для сада по инициативе Т.С. Евполова принимал участие великий русский селекционер И.В. Мичурин.  Была построена железнодорожная платформа, сначала получившая название «20-й километр», а позднее переименованная в «Трёхгорку».
Накануне Великой Отечественной войны в посёлке, принадлежавшем ДСК, числилось 144 дачи.
В 1941 году в одном из домов посёлка располагался командный пункт партизан, где они получали задания перед заброской в тыл врага. Отсюда уходили Зоя Космодемьянская, Вера Колесова, Борис Крайнов и другие партизаны.
Ещё примерно сотня дач была построена во второй половине 1950-х годов. Действовал летний водопровод из артезианской скважины, работающий до сих пор.  Кроме рабочих и инженерно-технических работников (ИТР) здесь жили также учителя и генералы Советской армии. На даче у своей сестры часто гостила Агния Львовна Барто.
По данным переписи 1989 года постоянное население составляло 62 человека.

## Соседи посёлка
- К юго-западу расположен микрорайон «Кутузовский» города Одинцово, а за ним старинная деревня Лохино, насчитывающая по состоянию 2006 год 112 человек постоянного населения.
- На западе и северо-западе от посёлка, на площади в 54 га строится вторая очередь микрорайона Кутузовский — «Новая Трёхгорка». За ним находится хутор Никонорово и старая бумажная фабрика, расположенная на его территории, которая с конца XX века не функционирует.
- На севере посёлок граничит с лесом, в котором до сих пор местные грибники с успехом собирают достойные урожаи грибов: белых, подосиновиков, груздей, лисичек, опят и др.

## Улицы посёлка
Вишневая улица; Полевая улица; Колхозная улица; Новая улица; Пионерская улица; Можайское шоссе;
Лесная улица; 1-й просек улица; 2-й просек улица; 3-й просек улица; 4-й просек улица.